# Dohertyorsidis
Dohertyorsidis is een kevergeslacht uit de familie van de boktorren (Cerambycidae). De wetenschappelijke naam van het geslacht werd voor het eerst geldig gepubliceerd in 1961 door Breuning.

## Soorten
Dohertyorsidis omvat de volgende soorten:
- Dohertyorsidis dohertyi (Breuning, 1960)
- Dohertyorsidis indicus Breuning, 1982